# Faiditus sullana
Faiditus sullana là một loài nhện trong họ Theridiidae.
Loài này thuộc chi Faiditus. Faiditus sullana được H. Exline miêu tả năm 1945.